# Адамс, Стэнли Тейлор
Стэнли «Стэн» Тейлор Адамс (англ. Stanley Taylor Adams; 9 мая 1922 — 19 апреля 1999) — офицер армии США, удостоенный высшей американской военной награды (медали Почёта) за свои действия в ходе Корейской войны. Родился в Канзасе. Участвовал солдатом во второй мировой войне. Был отправлен в Корею в чине сержанта вскоре после начала Корейской войны и был награждён медалью Почёта за то что возглавил штыковую атаку против превосходящего числом соперника в начале 1951. После награждения был произведён в офицеры и продолжил службу в рядах ВС в ходе Вьетнамской войны. Ушёл в отставку в звании подполковника.

## Биография
Родился в городе Де-Сото (штат Канзас) 9 мая 1922 года. В 1942 году, находясь в соседнем городе Олейте, вступил в армию. В ходе Второй мировой сражался в Северной Африке и в Италии, был ранен.
После окончания Второй мировой служил в Японии в составе оккупационных сил союзников. В июле 1950 года вскоре после начала Корейской войны был отправлен в южную Корею в звании сержанта первого класса в составе роты А 1-го батальона 19-го пехотного полка 24-й пехотной дивизии.
В конце января 1951 года 8-я армия, в составе которой находилась часть Адамса, предприняла контрнаступление против китайских войск, которые за несколько месяцев до этого отбросили силы ООН на юг. 3 февраля рота А заняла позицию к югу от Сеула близ Сесим-ни, взвод Адамса находился на передовом посту в 180 м от роты. В 23:00 вражеские войска обрушились с двух сторон на роту А, взвод оказался окружённым с трёх сторон. Два часа спустя, в ночь на 4 февраля 250 солдат противника атаковали передовой взвод Адамса. После 45 минут пребывания под интенсивным пулемётным и миномётным обстрелом взвод отошёл к основной позиции роты.
Адамс пришёл к выводу, что противника можно отбросить назад только в рукопашном бою, и повёл 13 бойцов своего взвода в штыковую атаку против примерно 150 солдат противника. Около часа Адамс и его люди сражались в рукопашном бою, несмотря на то, что его ранили выстрелом в ногу и четыре раза сбивали с ног разрывами гранат. Противник начал отступать. Когда командование батальона получило приказ отступать, Адамс остался и прикрывал огнём отход товарищей. Впоследствии Адамса повысили в звании до мастер-сержанта и наградили медалью Почёта за его действия в ходе сражения. Медаль официально вручил сам президент США Гарри Трумэн 5 июля 1951 гола в ходе церемонии в Белом доме.
Вскоре после награждения Адамса произвели в звание второго лейтенанта. Он ушёл в отставку в 1970 году в чине подполковника.
У Адамса был сын от первой жены Вавы. После развода он женился на Джин Адамс и родил дочь Джой.
Став гражданским Адамс проживал на Аляске и работал там администратором налоговой службы США. Затем он переехал в г. Бенд (штат Орегон). После того как у него диагностировали болезнь Альцгеймера, он жил в доме ветеранов штата Орегон в г. Те-Далс, где и умер 19 апреля 1999 года. Был похоронен на национальном кладбище Вилламет в округе Клакамас (штат Орегон).
Жена Адамса Джин подарила его медаль почёта дому ветеранов штата Орегон, она выставлена у входа. До своей смерти в 2008 она вносила значительные пожертвования и памятные вещи для фонда дома. Сейчас для учреждения строится многофункциональное здание названное в честь супругов Адамс (Stan & Jean Adams Veterans' Community Center).

## Наградная запись к медали Почёта
Мастер-сержант Адамс отличился благодаря видной доблести и отваге, выполняя свой долг в бою с врагом. Приблизительно в 01.00 взвод мастера-сержанта Адамса удерживающий аванпост в 200 м впереди роты попал под непреклонную атаку 250 солдат неприятеля. Интенсивный огонь из лёгкого стрелкового оружия и пулемётов, миномётный обстрел с трёх сторон удерживал взвод за главной линией сопротивления. Заметив на фоне неба силуэты примерно 150 солдат противника мастер-сержант Адамс вскочил на ноги, приказал своим людям примкнуть штыки и, вместе с 13 бойцами взвода с неукротимым мужеством атаковал противника. В 50 ярдах от противника мастер-сержант Адамс был повергнут на землю вражеской пулей, прошившей его ногу. Он вскочил на ноги и проигнорировав свою рану продолжил наступление при этом был четыре раза сбит с ног взрывами гранат отскочившими от его тела. Выкрикивая приказы он обрушился на вражеские позиции и сошёлся с противником в рукопашном бою, солдат за солдатом падали перед его ужасающим натиском, [ударами] штыка и приклада. Примерно после часа ужасного боя мастер-сержант Адамс и его товарищи отбросили фанатичного противника, убив свыше 50 и вынудив остальных отступить. Получив приказ об отступлении его батальона, он прикрывал огнём отход своих людей. Выдающееся руководство, невероятная храбрость и совершенная преданность долгу мастера-сержанта Адамса так вдохновила его товарищей что вражеское наступление было полностью сорвано, что спасло его батальон от возможной катастрофы. Своей устойчивой личной храбростью и неукротимым боевым духом [проявленным] против превосходящего числом противника он заслужил величайшую славу и поддержал лучшие традиции пехоты и военной службы.
Оригинальный текст (англ.)
M/Sgt. Adams, Company A, distinguished himself by conspicuous gallantry and intrepidity above and beyond the call of duty in action against an enemy. At approximately 0100 hours, M/Sgt. Adams' platoon, holding an outpost some 200 yards ahead of his company, came under a determined attack by an estimated 250 enemy troops. Intense small-arms, machine gun, and mortar fire from 3 sides pressed the platoon back against the main line of resistance. Observing approximately 150 hostile troops silhouetted against the skyline advancing against his platoon, M/Sgt. Adams leaped to his feet, urged his men to fix bayonets, and he, with 13 members of his platoon, charged this hostile force with indomitable courage. Within 50 yards of the enemy M/Sgt. Adams was knocked to the ground when pierced in the leg by an enemy bullet. He jumped to his feet and, ignoring his wound, continued on to close with the enemy when he was knocked down 4 times from the concussion of grenades which had bounced off his body. Shouting orders he charged the enemy positions and engaged them in hand-to-hand combat where man after man fell before his terrific onslaught with bayonet and rifle butt. After nearly an hour of vicious action M/Sgt. Adams and his comrades routed the fanatical foe, killing over 50 and forcing the remainder to withdraw. Upon receiving orders that his battalion was moving back he provided cover fire while his men withdrew. M/Sgt. Adams' superb leadership, incredible courage, and consummate devotion to duty so inspired his comrades that the enemy attack was completely thwarted, saving his battalion from possible disaster. His sustained personal bravery and indomitable fighting spirit against overwhelming odds reflect the utmost glory upon himself and uphold the finest traditions of the infantry and the military service.
— 

## Награды
- Медаль Почёта
- Медаль Пурпурное сердце